# Успеновский сельсовет (Тамбовская область)
Успеновский сельсовет — сельское поселение в Петровском районе Тамбовской области Российской Федерации.
Административный центр — село Успеновка.

## История
Статус и границы сельского поселения установлены Законом Тамбовской области от 17 сентября 2004 года № 232-З «Об установлении границ и определении места нахождения представительных органов муниципальных образований в Тамбовской области».

## Население
| 2010 | 2012 | 2013 | 2014 | 2015 | 2016 | 2017 |
| ---- | ---- | ---- | ---- | ---- | ---- | ---- |
| 911  | ↘878 | ↘833 | ↘797 | ↘772 | ↘757 | ↘722 |
| 2018 | 2019 | 2020 | 2021 |      |      |      |
| ↘709 | ↘667 | ↘644 | ↘552 |      |      |      |

## Состав сельского поселения
| № | Населённый пункт   | Тип населённого пункта       | Население |
| - | ------------------ | ---------------------------- | --------- |
| 1 | Дуровка            | деревня                      | 30        |
| 2 | Казинские Подворки | деревня                      | 6         |
| 3 | Нарышкино          | деревня                      | ↘250      |
| 4 | Новое Гаритово     | село                         | ↘317      |
| 5 | Сафоновка          | деревня                      | 12        |
| 6 | Старая Васильевка  | деревня                      | ↘54       |
| 7 | Успеновка          | село, административный центр | ↘241      |

### Упразднённые населённые пункты
- Деревня Ярковские Выселки.